# Oka Nikolov
Oka Nikolov (macedoni: Ока Николов)  (Erbach, 25 de maig de 1974) és un exfutbolista macedoni. Va començar com a futbolista al SG Sandbach. La major part de la seva carrera la passà al Eintracht Frankfurt.